# Aarambhada
Aarambhada là một thị trấn thống kê (census town) của quận Jamnagar thuộc bang Gujarat, Ấn Độ.

## Nhân khẩu
Theo điều tra dân số năm 2001 của Ấn Độ, Aarambhada có dân số 15.008 người. Phái nam chiếm 51% tổng số dân và phái nữ chiếm 49%. Aarambhada có tỷ lệ 53% biết đọc biết viết, thấp hơn tỷ lệ trung bình toàn quốc là 59,5%: tỷ lệ cho phái nam là 63%, và tỷ lệ cho phái nữ là 43%. Tại Aarambhada, 16% dân số nhỏ hơn 6 tuổi.